# Ees (muzikant)

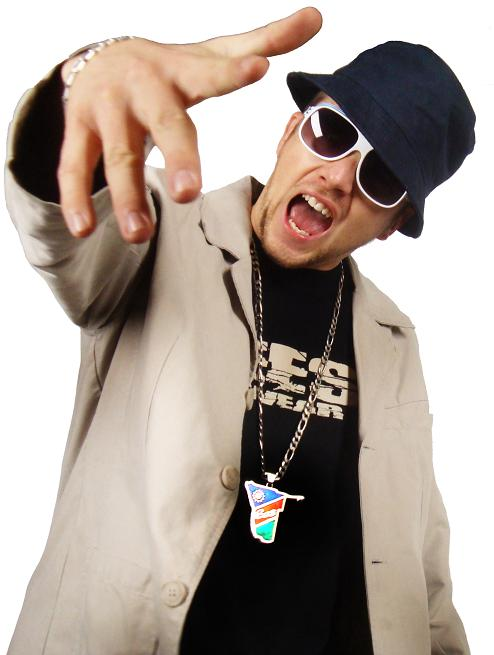
Ees

EES (Windhoek, Namibië, 5 oktober 1983) is een Namibische muzikant met Duitse roots die voornamelijk kwaitomuziek brengt. Zijn echte naam is Eric Sell. Hij is een van de weinige blanke kwaitomuzikanten.
Hij werd geboren op 5 oktober 1983 in Windhoek. Meestal gebruikt hij in zijn liedjes verschillende talen door elkaar, zoals het Duits, Engels, Afrikaans en Namlish. Hij bracht ook het woordenboek Esisallesoreidt uit waarin het Nam-Slang naar het Duits vertaald wordt. Nam-slang is de term die EES gebruikt voor de woorden en uitdrukkingen die door hem en andere jongeren in Namibië vaak gebruikt worden. Naast dit boek bracht hij ook al de documentaire The Kwaito-Documentary, de energiedrank Wuma en zijn eigen kledinglijn EES Wear uit.
Naast Kwaito maakt EES ook Afropop, Afro house en Reggae.
EES wordt tijdens zijn optredens bijna steeds geassisteerd door de dansgroep X-Bantuans.

## Prijzen

### Gewonnen
- 2008 Sanlam NBC Music Awards: Best Rock/Alternative Artist
- 2009 MTV Africa Music Awards: Listener Choice Award
- 2009 Namibian Music Awards: Artist of the Year
- 2011 Namibian Annual Music Awards: Best international achievement
- 2012 Namibian Annual Music Awards: Best Music Video & Best Collaboration
- 2012 Channel O Music Video Awards: Best Kwaito Video ("Ayoba" met Mandoza)

### Nominaties
- 2006 Sanlam Music Awards: Best Music Video
- 2007 Sanlam Music Awards: Best Kwaito, Best Music Video
- 2008 Sanlam Music Awards: Best Kwaito, Best Reggae, Best Music Video, Best Afro Pop, Artist of the Year
- 2009 Sanlam Music Awards: Best Kwaito, Best Reggae, Best Music Video, Best Collabo
- 2010 African Music Awards: Best Southern African Artist
- 2012 Namibian Annual Music Awards: Best Kwaito, Best Reggae, Best Producer, Best Male Artist of the Year

## Discografie
- 2002 – Straight from NAM
- 2003 – Bio-Lyrical Warfare (enkel in Zuid-Afrika)
- 2003 – Yes-Ja (Das Album)
- 2004 – Odyssey Cru
- 2004 – 061 for LIFE!
- 2005 – Wo is die Coolbox?
- 2006 – NAM FlaVa!
- 2007 – Sharp, Sharp!
- 2008 – Awee!
- 2011 – Megaphone Ghazzie
- 2012 – The Remixes (Raw & Unmastered)
- 2012 – Da Gehn Wir (feat. T-zon)
- 2013 - If not, why not?